# Abaliget
Abaliget (Duits: Abaling) is een dorp in Zuid-Hongarije, 20 km ten noordwesten van Pécs, in het comitaat Baranya
In de buurt van dit dorp ligt een wijdvertakte druipsteengrot die in 1768 werd ontdekt. De totale lengte van de hoofdingang is 460 meter.
Op de wanden zijn de meest grillige figuren ontstaan door het omlaag druppelende water (stalactieten). Diep in de grot stroomt een beek. Deze zou uitkomen bovengronds, en tientallen kilometers verderop mede de Kapos-rivier vormen.